# Parque nacional Tatra
El parque nacional Tatra (eslovaco: Tatranský národný park; también TANAP) es uno de los nueve parques nacionales de Eslovaquia. Está situado en Eslovaquia central del norte, en las montañas de Tatra. El parque nacional de los Tatras Protege la zona de los Tatras Occidentales (Tatry Západní) y los Tatras Orientales (Tatry Vychodne).
El parque nacional tiene una superficie de 738 km² (284,9 mi²), y la zona de amortiguamiento alrededor del parque tiene una superficie de 307 km² (118,5 mi²), 1.045 km² juntos. El parque cuenta con 600 km de rutas de senderismo y 16 marcados y mantenidos senderos para bicicletas.
El pico más alto de Eslovaquia, Gerlachovský štít (2.655 m) está situado en el parque. El parque es importante para su flora y fauna diversas y por sus muchas especies endémicas, incluyendo la gamuza Tatra.

## Historia
Es el parque nacional más antiguo de Eslovaquia: fue creado el 1 de enero de 1949.  En 1987, los Tatras Occidentales estaban afiliados al Parque nacional. En 1993, el Parque nacional se convirtió en una parte de la UNESCO sobre el Hombre y la Biosfera. Las áreas del parque y su zona de amortiguamiento se ajustaron en 2003. Desde 2004, el Parque nacional pertenece a la red ecológica Natura 2000.

## Geografía
La parte oeste del Parque nacional de los Tatras se encuentra en la Región de Žilina y la parte este de la Región de Prešov. El parque nacional Tatra está ubicado en la zona de los Tatras Occidentales (Zapadne Tatry) y los Tatras Orientales (Vychodne Tatry). El Tatra Occidental se dividen en Osobitá, Roháče, vrch Sivy (literalmente Montaña Gris), Liptovské Tatry (Liptov Tatras), Liptovské Kopy, Červené vrchy (Montañas Rojas). Los Tatras Orientales consisten en Altos Tatras (Vysoké Tatry) y Belianske Tatras (Tatry Belianske).

### Clima
| Parámetros climáticos promedio de Chochołowska, Volovec (1991-2020) | Parámetros climáticos promedio de Chochołowska, Volovec (1991-2020) | Parámetros climáticos promedio de Chochołowska, Volovec (1991-2020) | Parámetros climáticos promedio de Chochołowska, Volovec (1991-2020) | Parámetros climáticos promedio de Chochołowska, Volovec (1991-2020) | Parámetros climáticos promedio de Chochołowska, Volovec (1991-2020) | Parámetros climáticos promedio de Chochołowska, Volovec (1991-2020) | Parámetros climáticos promedio de Chochołowska, Volovec (1991-2020) | Parámetros climáticos promedio de Chochołowska, Volovec (1991-2020) | Parámetros climáticos promedio de Chochołowska, Volovec (1991-2020) | Parámetros climáticos promedio de Chochołowska, Volovec (1991-2020) | Parámetros climáticos promedio de Chochołowska, Volovec (1991-2020) | Parámetros climáticos promedio de Chochołowska, Volovec (1991-2020) | Parámetros climáticos promedio de Chochołowska, Volovec (1991-2020) |
| Mes                                                                 | Ene.                                                                | Feb.                                                                | Mar.                                                                | Abr.                                                                | May.                                                                | Jun.                                                                | Jul.                                                                | Ago.                                                                | Sep.                                                                | Oct.                                                                | Nov.                                                                | Dic.                                                                | Anual                                                               |
| ------------------------------------------------------------------- | ------------------------------------------------------------------- | ------------------------------------------------------------------- | ------------------------------------------------------------------- | ------------------------------------------------------------------- | ------------------------------------------------------------------- | ------------------------------------------------------------------- | ------------------------------------------------------------------- | ------------------------------------------------------------------- | ------------------------------------------------------------------- | ------------------------------------------------------------------- | ------------------------------------------------------------------- | ------------------------------------------------------------------- | ------------------------------------------------------------------- |
| Temp. máx. abs. (°C)                                                | 12.0                                                                | 14.5                                                                | 18.4                                                                | 22.5                                                                | 26.0                                                                | 29.1                                                                | 30.9                                                                | 30.1                                                                | 27.3                                                                | 25.6                                                                | 22.3                                                                | 14.6                                                                | 30.9                                                                |
| Temp. máx. media (°C)                                               | 0.4                                                                 | 0.8                                                                 | 3.2                                                                 | 8.6                                                                 | 13.5                                                                | 17.0                                                                | 18.8                                                                | 18.9                                                                | 14.2                                                                | 10.2                                                                | 5.4                                                                 | 1.2                                                                 | 9.4                                                                 |
| Temp. media (°C)                                                    | -3.9                                                                | -3.7                                                                | -1.5                                                                | 3.3                                                                 | 8.5                                                                 | 12.1                                                                | 13.7                                                                | 13.4                                                                | 9.0                                                                 | 5.1                                                                 | 1.4                                                                 | -2.5                                                                | 4.6                                                                 |
| Temp. mín. media (°C)                                               | -7.3                                                                | -7.3                                                                | -5.1                                                                | -0.6                                                                | 3.9                                                                 | 7.3                                                                 | 9.0                                                                 | 8.8                                                                 | 5.0                                                                 | 1.4                                                                 | -1.7                                                                | -5.7                                                                | 0.6                                                                 |
| Temp. mín. abs. (°C)                                                | -26.2                                                               | -25.3                                                               | -21.9                                                               | -13.2                                                               | -8.2                                                                | -1.5                                                                | 1.1                                                                 | 0.4                                                                 | -4.0                                                                | -12.7                                                               | -17.3                                                               | -20.5                                                               | -26.2                                                               |
| Precipitación total (mm)                                            | 94.0                                                                | 84.3                                                                | 115.5                                                               | 121.6                                                               | 194.2                                                               | 211.7                                                               | 239.2                                                               | 159.4                                                               | 176.0                                                               | 125.3                                                               | 101.0                                                               | 87.7                                                                | 1709.9                                                              |
| Nevadas (cm)                                                        | 1314.9                                                              | 1605.8                                                              | 1406.5                                                              | 456.3                                                               | 11.6                                                                | 0.7                                                                 | 0                                                                   | 0                                                                   | 2.3                                                                 | 54.7                                                                | 269.1                                                               | 671.3                                                               | 5793.2                                                              |
| Días de lluvias (≥ 1 mm)                                            | 13.8                                                                | 13.0                                                                | 14.2                                                                | 13.3                                                                | 16.7                                                                | 16.1                                                                | 15.9                                                                | 12.1                                                                | 12.1                                                                | 12.8                                                                | 11.6                                                                | 13.3                                                                | 164.9                                                               |
| Humedad relativa (%)                                                | 88.0                                                                | 87.8                                                                | 89.9                                                                | 89.9                                                                | 87.2                                                                | 87.9                                                                | 85.9                                                                | 85.9                                                                | 90.1                                                                | 89.9                                                                | 86.3                                                                | 85.9                                                                | 87.9                                                                |
| Fuente: Promedios y totales mensuales                               |                                                                     |                                                                     |                                                                     |                                                                     |                                                                     |                                                                     |                                                                     |                                                                     |                                                                     |                                                                     |                                                                     |                                                                     |                                                                     |